# Gypsy (serie de televisión)
Gypsy es una serie televisiva creada por Lisa Rubin para Netflix. Naomi Watts interpreta a Jean Holloway, una psicoterapeuta que se infiltra secretamente en la vida privada de sus pacientes. Billy Crudup protagoniza interpretando a su marido Michael. La primera temporada consta de 10 episodios y se lanzó el 30 de junio de 2017.
En febrero de 2016, Sam Taylor-Johnson fue anunciada como la directora de los dos primeros episodios de la serie, además de ser productora ejecutiva. Por otra parte, Lisa Rubin se unió como productora ejecutiva y show-runner.
Stevie Nicks volvió a grabar una versión acústica de su éxito Fleetwood Mac para servir como tema de la canción del programa.
El 11 de agosto de 2017, Netflix anunció la cancelación de la serie.

## Reparto

### Elenco principal
- Naomi Watts como Jean Holloway, Ph.D., terapeuta radicada en la ciudad de Nueva York, que sobrepasa los límites personales y profesionales a medida que comienza a relacionarse con personas cercanas a sus pacientes, usando el alias Diane Hart.
- Billy Crudup como Michael Holloway, esposo de Jean y socio de Cooper, Woolf & Stein.
- Sophie Cookson como Sidney Pierce, mujer manipuladora y atractiva que forma parte de una banda, The Vagabond Hotel. También trabaja como barista, es la exnovia de Sam y objeto de los deseos de Jean.
- Karl Glusman como Sam Duffy, joven que no pudo superar la ruptura de su exnovia, Sidney. Es uno de los pacientes de Jean.[10]
- Poorna Jagannathan como Larin Inamdar, terapeuta divorciada y amiga cercana y colega de Jean.
- Brooke Bloom como Rebecca Rogers, la hija alienada de Claire.[11]
- Lucy Boynton como Allison Adams, exestudiante universitaria que es adicta a las drogas y es una de los pacientes de Jean.[12]
- Melanie Liburd como Alexis Wright, asistente personal de Michael (PA), de quien Jean desconfía.[13]
- Brenda Vaccaro como Claire Rogers, una mujer mayor neurótica (y madre de Rebecca) que está obsesionada con las opciones de vida de su hija adulta y es paciente de Jean.

### Elenco recurrente
- Kimberly Quinn como Holly Faitelson.
- Edward Akrout como Zal.
- Blythe Danner como Nancy, madre de Jean.
- Frank Deal como Gary Levine.
- Shiloh Fernandez como Tom.

## Episodios
| N.º | Título            | Dirigido por       | Escrito por                          | Fecha de lanzamiento original |
| --- | ----------------- | ------------------ | ------------------------------------ | ----------------------------- |
| 1   | «The Rabbit Hole» | Sam Taylor-Johnson | Lisa Rubin                           | 30 de junio de 2017           |
| 2   | «Morgan Stop»     | Sam Taylor-Johnson | Lisa Rubin                           | 30 de junio de 2017           |
| 3   | «Driftwood Lane»  | Scott Winant       | Jessica Mecklenburg                  | 30 de junio de 2017           |
| 4   | «309»             | Scott Winant       | Jonathan Caren                       | 30 de junio de 2017           |
| 5   | «The Commune»     | Alik Sakharov      | Sean Jablonski                       | 30 de junio de 2017           |
| 6   | «Vagabond Hotel»  | Alik Sakharov      | Sneha Koorse                         | 30 de junio de 2017           |
| 7   | «Euphoria»        | Victoria Mahoney   | Lisa Rubin                           | 30 de junio de 2017           |
| 8   | «Marfa»           | Victoria Mahoney   | Lisa Rubin                           | 30 de junio de 2017           |
| 9   | «Neverland»       | Coky Giedroyc      | Sean Jablonksi y Jessica Mecklenburg | 30 de junio de 2017           |
| 10  | «Black Barn»      | Coky Giedroyc      | Lisa Rubin                           | 30 de junio de 2017           |

## Recepción
Rotten Tomatoes le dio a la primera temporada un 26%, basado en 27 revisiones, con una calificación promedio de 4.6 / 10. Metacritic dio a la temporada una calificación de 45 de 100, basada en 21 críticos, y señaló "revisiones mixtas o promedio".
La serie ha sido criticada por organizaciones romaníes por su uso del término "gitano", que muchos romaníes consideran un insulto étnico debido a su uso histórico en la violencia antiziganista, incluso en leyes que autorizan la esclavitud, la marca, las deportaciones y el asesinato De Romanichal (Roma británica) durante el período de Tudor en Inglaterra.